# Balfour Beatty
Balfour Beatty Rail är en internationell järnvägsgrupp (med ca 6 100 medarbetare) och har aktivitet i framförallt Europa. Huvudkontoret finns i Storbritannien. Balfour Beatty Rail ingår i bygg- och anläggningskoncernen Balfour Beatty som har 52 000 medarbetare och hade en omsättning år 2009 på 117 miljarder kronor. Koncernen rankas som det största byggföretaget i Storbritannien enligt ”the construction index”.  
I Sverige etablerades Balfour Beatty Rail AB år 2000 och hade drygt 430 medarbetare samt en årlig omsättning på ca en miljard kronor (2009). Balfour Beatty Rail AB rankades som Sveriges tionde största byggföretag enligt Sveriges Byggindustrier (www.bygg.org). År 2013 förvärvades de skandinaviska delarna av Balfour Beatty Rail av Strukton Rail efter att företagen haft samarbete sedan 2010.
Balfour Beatty Rails verksamhet inriktas på projektering, ny- och ombyggnation samt underhåll av järnvägsanläggningar och företaget kan leverera allt från enskilda produkter till kompletta totalentreprenader. Det svenska huvudkontoret fanns i Västerås, därutöver fanns ett antal fasta kontor från Vännäs i norr till Ystad i söder. 
Kompetensen inom företaget spänner över järnvägens samtliga teknikgrenar: bana, elektrifiering & kraftförsörjning samt signal & telekommunikation. Kunderna finns bland svenska banförvaltare inom områdena: fjärr- och pendeltrafik samt industrier. Målsättningen är att bedriva verksamheten på ett säkert och miljövänligt sätt samt uppnå hög kvalitet och kundtillfredsställelse